# آنتلوپ (تگزاس)
آنتلوپ، تگزاس (به انگلیسی: Antelope, Texas) شهری در شهرستان جک ایالت تگزاس از ایالات جنوبی ایالات متحده آمریکا است. در سرشماری سال ۲۰۰۰، جمعیت این شهر ۶۵ نفر اعلام شد.